# Gabriel Bernon
Gabriel Bernon (né à La Rochelle le 6 avril 1644 et mort à Providence (Rhode Island) le 1er février 1736), est un négociant huguenot.

## Biographie
D'une importante famille rochelaise de marchands, Gabriel Bernon est le fils d'André Bernon (1607-1676), marchand et syndic des monnayeurs de La Rochelle, et de Suzanne Guillemard (1607-1656). Il épouse en premières noces Esther Le Roy, fille de François Le Roy, sieur de la Poussardrie, greffier du présidial de La Rochelle, et d'Esther Moquay.
Se montrant habile en affaires, il devient un riche et prospère négociant et armateur, commerçant d'abord avec les villes du Poitou et du Limousin, puis avec les Antilles, le nord de l'Amérique latine et le Canada. 
Il fait preuve de zèle pour la cause protestante et refuse d'abjurer sa foi calviniste, lui valant la saisie de ses biens, son expulsion de la Nouvelle-France obtenue par Mgr de Laval et la prison à la Tour de la Lanterne à la suite de la révocation de l'édit de Nantes (1685). Retrouvant sa liberté en 1686, grâce à l'influence de ses frères convertis au catholicisme, il rassemble rapidement de nombreux autres huguenots dans et autour de La Rochelle, avec le plan de les faire sortir de France. Il s'échappe en Hollande, se réfugie temporairement en Angleterre et organise son émigration vers l'Amérique, achetant une parcelle de 750 acres à Oxford, dans le Massachusetts, comme refuge pour les réfugiés huguenots.
En juillet 1688, accompagnés d'une quarantaine d'autres réfugiés, il quitte l'Angleterre à bord du Dolphin et arrivent à Boston. La plupart d'entre eux s'installent à Oxford, où Gabriel Bernon fonde un établissement français et construit une maison/forteresse (Huguenot Fort (en)) pour la protection des citadins. Il passe une grande partie de son temps à Boston, où il devient un prospère marchand (s'y trouvent des parents, notamment les Faneuil). La colonie d'Oxford est abandonnée après que les Indiens deviennent une trop grande menace, et en 1697 la famille déménagé à Newport (Rhode Island).
Il crée une entreprise commerciale à Newport et est la première personne à signer une pétition pour une église épiscopale en 1699. Après la mort de sa première épouse en 1710, il épouse Mary Harris et traverse la baie de Narragansett jusqu'à North Kingstown. Il y achète plusieurs parcelles de terrain et est élu l'un des marguilliers (en) de Saint-Paul (en) en 1718. En 1720, il déménage à Providence (Rhode Island), où il fonde la chapelle à l'origine de la cathédrale Saint-Jean (en).
Il compte notamment dans ses descendants : Philip Allen (en), Zachariah Allen (en), Gail Borden, Edward Walter Clark (en), Rodman Rockefeller (en) ou bien Clarence C. Zantzinger (en).

## Hommages

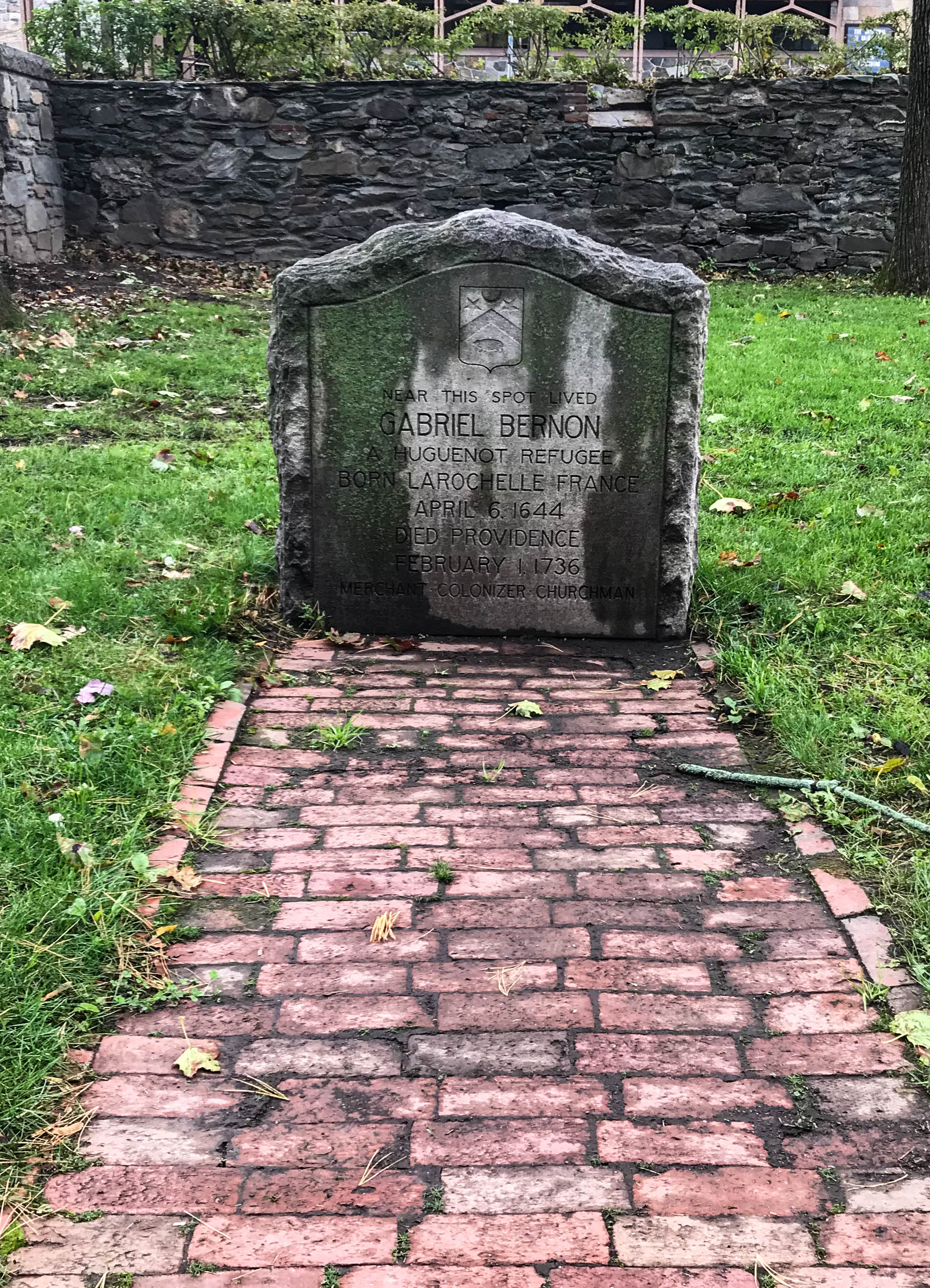
Stèle au Roger Williams National Memorial[4].
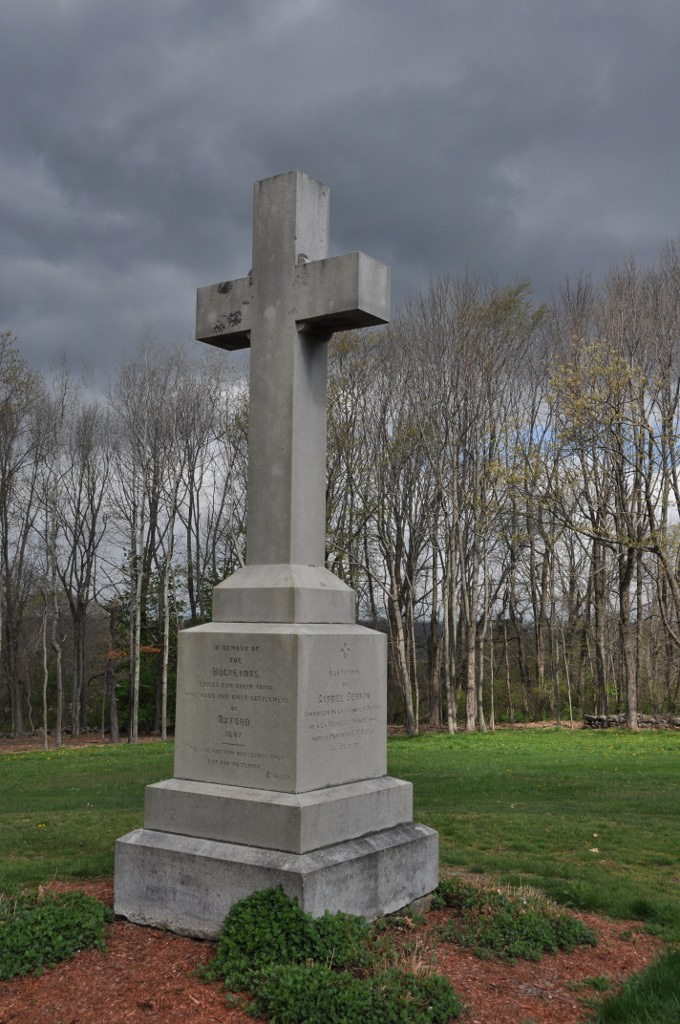
Croix au Huguenot Fort (en) Memorial,

## Sources
1. ↑  Hôtel Bernon (27 rue Amelot), Musée protestant
2. ↑  Généalogie de la famille Bernon, à La Rochelle, avec ses alliances et ses differentes branches, Crassous père, 1782
3. ↑  Elizabeth Nicholson White, The star of La Rochelle; being the true story of the life of Esther Le Roy, wife of Gabriel Bernon, 1652-1710, 1930
4. ↑  Bernon Grove

- Gilbert Chinard, Les réfugiés huguenots en Amérique: avec une introduction sur Le mirage américain, Société d'édition "Les Belles-lettres,", 1925
- Léonie Villard, La France et les États-Unis: échanges et rencontres (1524-1800), Éditions de Lyon, 1952
- Robert Larin, Brève histoire du peuplement européen en Nouvelle-France, éditions du Septentrion, 2000
- Catharine Randall, From a Far Country: Camisards and Huguenots in the Atlantic World, University of Georgia Press, 2011
- Mary Dewitt Freeland, The Records of Oxford, Massachusetts: Including Chapters of Nipmuck, Huguenot and English History - Accompanied with Biographical Sketches and Notes, 1630-1890, with Manners and Fashions of the Time, 2003
- Ronald Creagh, Nos cousins d'Amérique: histoire des Français aux Etats-Unis, Payot, 1988
- André Massonneau, L'épopée française en Amérique du Nord, Presses universitaires de France, 1942
- Gabriel Hanotaux, Alfred Martineau, Histoire des colonies françaises et de l'expansion de la France dans le monde, Société de l'histoire nationale; Plon, 1929
- Jacques Pannier, Gustave Mondain, L'expansion française outre-mer et les protestants français, Société des missions évangéliques, 1931
- Mickaël Augeron, Jacques Péret, Thierry Sauzeau, Le golfe du Saint-Laurent et le Centre-Ouest français: Histoire d’une relation singulière (XVIIe – XIXe siècle), Presses universitaires de Rennes, 2019
- Pierre Boismorand, Freddy Bossy, Denis Vatinel, Protestants d'Aunis, Saintonge et Angoumois, Le Croît vif, 1998
- Brice Martinetti, Les négociants de La Rochelle au XVIIIe siècle, Presses universitaires de Rennes, 2019
- Marc St-Hilaire, Les traces de la Nouvelle-France: au Québec et en Poitou-Charentes, Presses de l'Université Laval, 2008